# 석연화속

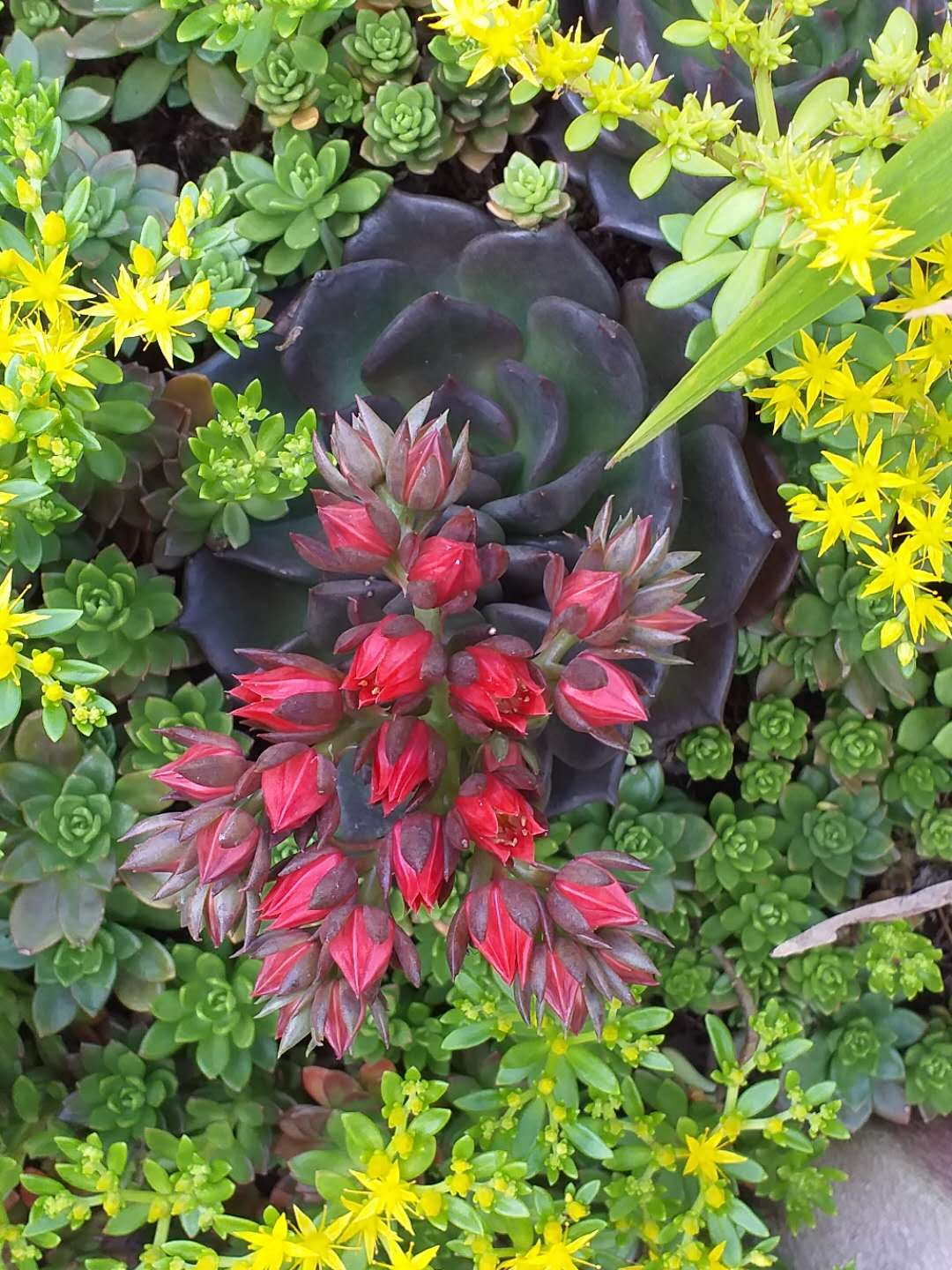
Echeveria ‘Black Prince’. 2018 Taichung World Flora Exposition, Taiwan.

석연화속(Echeveria)은 돌나물과의 한 속이다. 멕시코와 남아메리카의 북서부 등의 반 사막 지역 원산이다. 학명은 18세기 멕시코의 식물학자  Atanasio Echeverría에서 따왔다.